# Lonicera nitida
Lonicera nitida, tên thông dụng là kim ngân Wilson, là một loài thực vật có hoa thuộc chi Kim ngân. Đây là loài bản địa của vùng Vân Nam và phía tây Tứ Xuyên, Trung Quốc, sau đó được du nhập đến nhiều nơi trên thế giới. Tên Laitn của loài này, nitida, có nghĩa là "lấp lánh", ám chỉ đến màu xanh bóng của những chiếc lá. 

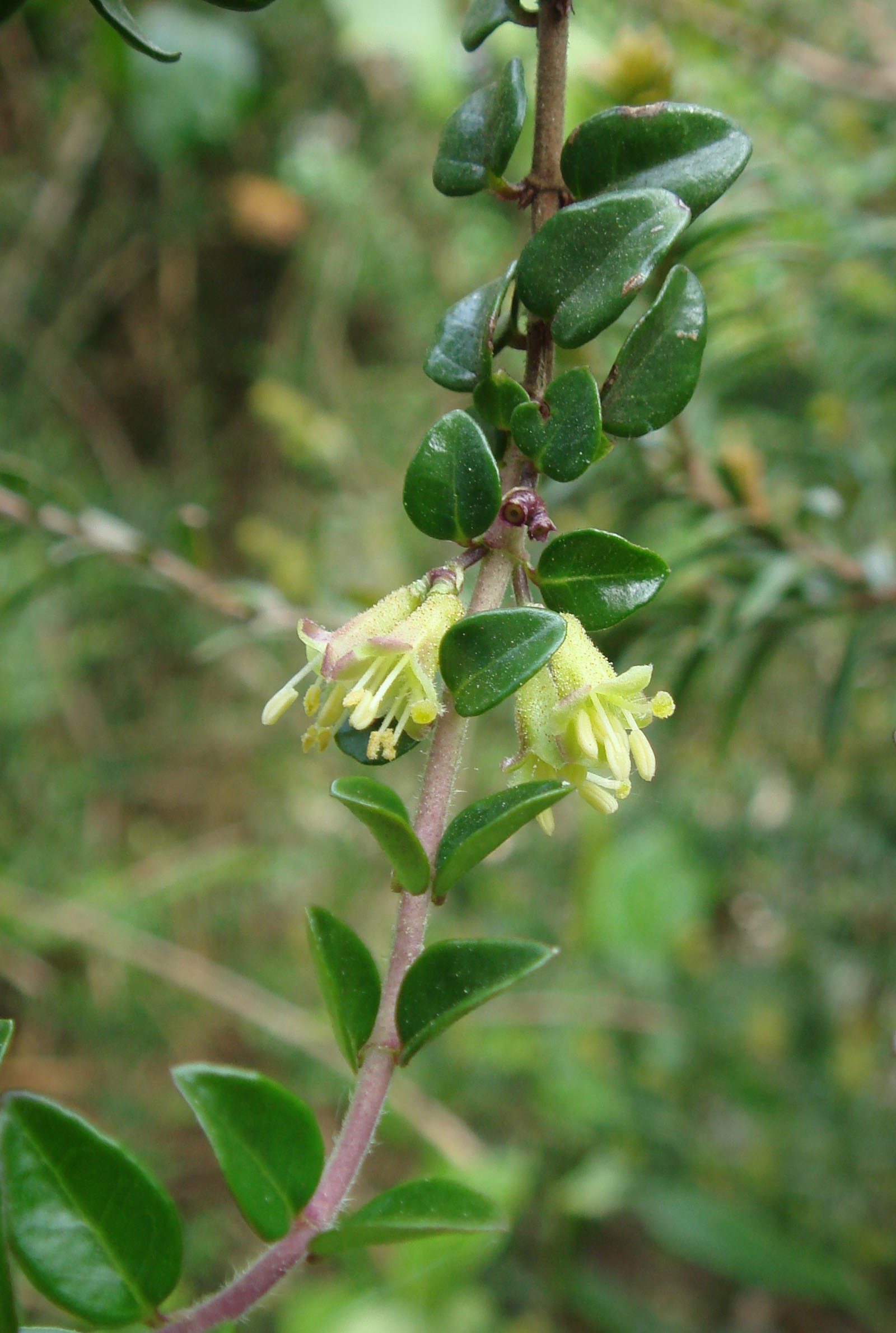
Hoa và lá của Lonicera nitida

## Mô tả
L. nitida là cây bụi rụng lá thường xanh, sống lâu năm, chịu lạnh khá tốt. Thân cao khoảng 1,2 – 1,5 m, có khi lên đến hơn 2 m; tán dày, rộng 1,2 – 1,8 m nếu không cắt tỉa, các nhánh cây mọc chồng lên nhau. Những chiếc lá nhỏ, màu xanh đậm và bóng, dài khoảng 6 – 16 mm, mọc đối diện nhau, có dạng gần như là tròn, cuống lá dài 1 mm. Hoa màu trắng kem, thơm ngát, dài 6 mm, mọc thành từng cặp, nở vào cuối mùa xuân. Quả mọng màu tím có pha chút màu xanh dương, đường kính khoảng 6 mm, không ăn được, chín vào cuối mùa hè.
Tốc độ tăng trưởng của L. nitida có thể vừa phải hoặc khá nhanh tùy theo khi hậu và thổ nhưỡng, có thể mọc ngoài nắng và trong bóng râm (tốt hơn những loài khác trong chi Kim ngân), chịu được hạn hán và ô nhiễm. Ở quê hương của nó, L. nitida thường mọc ven suối ở 1200 đến 3000 mét.
L. nitida thường bị nhầm lẫn với các loài thuộc chi Cotoneaster. Sự khác biệt giữa chúng là L. nitida có lá mọc đối diện nhau, trong khi lá của các thành viên trong chi Cotoneaster lại mọc xen kẽ nhau.

## Sử dụng
L. nitida thường được trồng làm hàng rào. Tuy nhiên, cần cắt tỉa thường xuyên vì chúng phát triển khá nhanh. Một số giống trồng của L. nitida là "Baggesen's Gold" và "Briloni".

## Chú thích

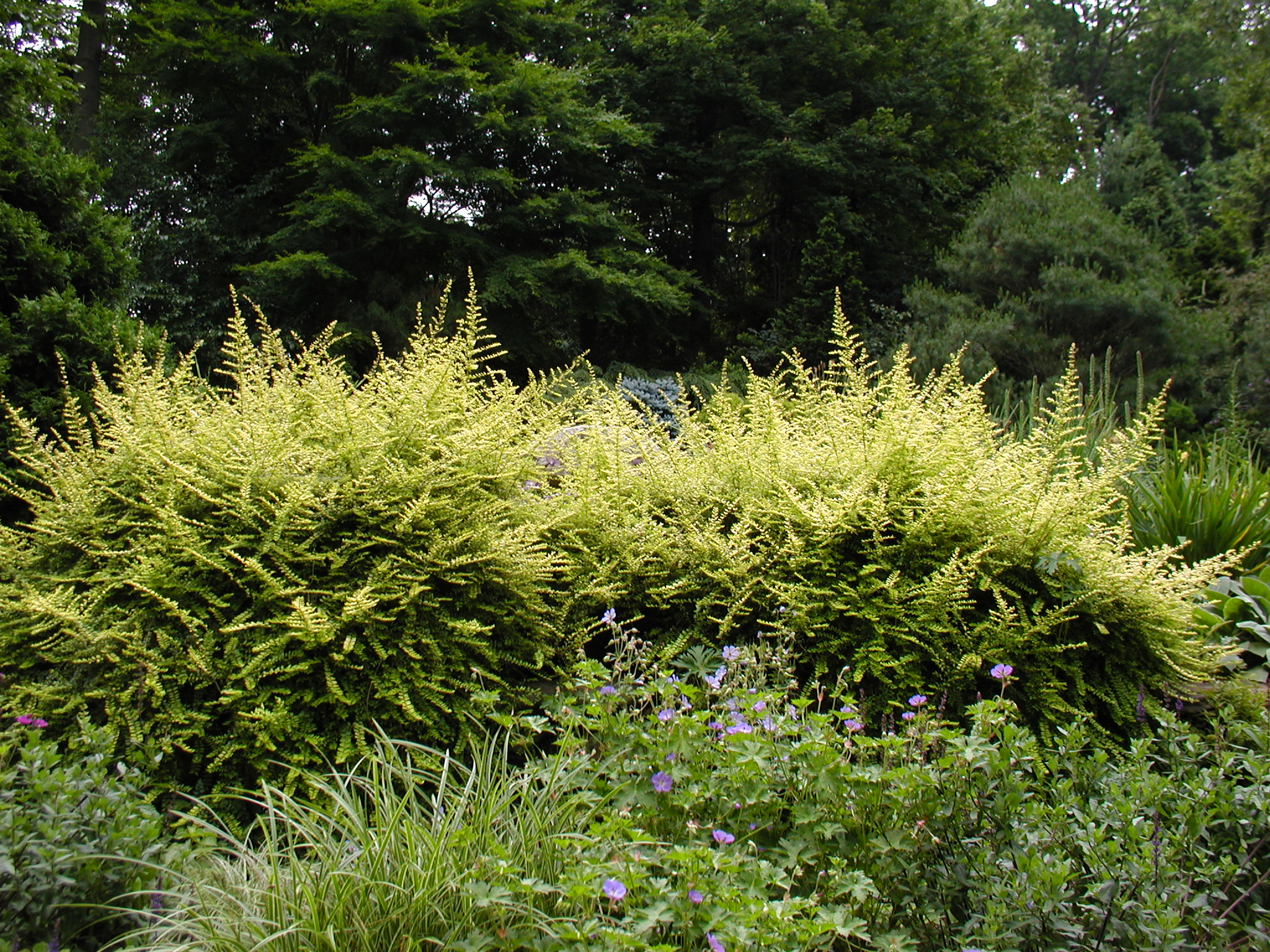
Một bụi Lonicera nitida được trồng làm rào đã được cắt tỉa